# Changes (canción de XXXTentacion)
«Changes» (en español: «Cambios») es una canción escrita e interpretada por el rapero estadounidense XXXTentacion de su segundo álbum de estudio ? (2018). La canción cuenta con voces no acreditadas del rapero estadounidense PnB Rock. Fue lanzado como el segundo sencillo del álbum el 2 de marzo de 2018. Es el último sencillo de XXXTentacion en vida.

## lanzamiento
El 1 de marzo de 2018, XXXTentacion anunciaba que estaba lanzando dos canciones de su entonces próximo álbum anunciado en Instagram. «Changes» fue lanzado el 2 de marzo de 2018, en Spotify, Deezer, iTunes/Apple Music y Tidal junto a «Sad».
HotNewHipHop lo llamó un «atasco lento» y señaló que XXXTentacion está «canalizando su emoción para ir por a un ambiente de canto». Billboard lo llamó una «pista de corazón en manga» con letras reveladoras. XXXTentacion llamó a la canción una «Balada impulsada por el piano» que toma un tono diferente que X ' 's Sad!.

## Créditos personales
Los créditos adaptados de Tidal: 
- Jahseh Onfroy - vocalista, compositor de la canción
- John Cunningham: composición, composición, producción, mezcla
- Rakim Allen: vocales, composición de canciones, composición
- Robert Soukiasyan: mezclando
- Kevin Peterson: masterización
- Dave Kutch: masterización

## Posicionamiento
| Portugal (AFP)                                                    | 5  |
| Escocia (Official Charts Company)                                 | 51 |
| Eslovaquia (Singles Digitál Top 100)                              | 58 |
| España (PROMUSICAE)                                               | 55 |
| Suecia (Sverigetopplistan)                                        | 6  |
| Suiza (Schweizer Hitparade)                                       | 9  |
| Individuales del Reino Unido (Compañía de Cartas Oficiales)       | 22 |
| Indie del Reino Unido (Compañía de cartas oficiales)              | 7  |
| EE. UU. Billboard Hot 100                                         | 18 |
| Gráfico (2018)Canciones de R & B / Hip-Hop de EE. UU. (Cartelera) | 12 |